# 遼中駅
遼中駅（りょうちゅうえき）は中華人民共和国遼寧省瀋陽市遼中区にある、中国鉄路総公司（CR）京哈線（秦瀋旅客専用線）の駅。瀋陽鉄道局所属の4等駅に設定されている。

## 駅構造
相対式ホーム2面2線を持つ高架駅。中央の2線は通過線（本線）となっており、ホームに接しているのは副本線である。
のりば
| ホーム | 路線                     | 行先                 |
| ------ | ------------------------ | -------------------- |
| 1      | 京哈線（秦瀋旅客専用線） | 北京・天津方面       |
| 2      | 京哈線（秦瀋旅客専用線） | 沈阳北・ハルビン方面 |

## 駅周辺
- 遼中県車站派出所
- 机床銀豊鋳造公司
- 雅麗標志服装公司

## 歴史
- 2003年 - 開業。

## 隣の駅
中華人民共和国鉄道部
京哈線（秦瀋旅客専用線）
台安駅 - 遼中駅 - 皇姑屯駅